# Dragan Škrbić
Dragan Škrbić, född 29 september 1968 i Kula, SFR Jugoslavien, är en serbisk-spansk före detta handbollsspelare (mittsexa). 2000 blev han utnämnd av IHF till Årets bästa handbollsspelare i världen.
Dragan Škrbić spelade i den spanska toppklubben FC Barcelona från 2002 till 2007, då han avslutade sin långa och framgångsrika karriär. Tidigare hade han även bland annat spelat för CB Ademar León och HSG Nordhorn.